# Juli
 Denne artikel omhandler en måned. Opslagsordet har også en anden betydning, se Juli (band).
Juli er årets syvende måned. Den er opkaldt efter Julius Cæsar. Ældre dansk navn: Ormemåned. I første halvdel af måneden bærer lindetræerne store mængder af lysegule blomster med fin duft.

## Juli i Danmark

### Normaltal for juli
- Middeltemperatur: 16,9 °C
- Nedbør: 65 mm
- Soltimer: 227

### Vejrrekorder for juli måned
- 1903 - Den laveste lufttemperatur målt i juli: -0,9 °C i Gludsted Plantage.
- 1904 – Den tørreste med kun 15 mm nedbør.
- 1922 – Den solfattigste med kun 137 soltimer.
- 1931 – Den vådeste med hele 140 mm nedbør.
- 1979 – Den koldeste juli med en middeltemperatur på 13,6 °C. Max- og minimumtemperaturen var hhv. 23,9 og 4,0 °C.
- 1983 – Denne juli tangerede med tørkerekorden på 15 mm fra 1904.
- 1994 – Denne juli tangerede med tørkerekorden på 15 mm fra 1904, hvilket også skete i 1983.
- 2006 – Den varmeste juli med en middeltemperatur på 19,8 °C. Max- og minimumtemperaturen var hhv. 33,5 og 4,7 °C.[1]
- 2007 – Denne juli blev den næstvådeste juli i 135 år med et landsgennemsnit på 127 mm nedbør.[2]
- 2018 – Den solrigeste juli med 339 soltimer.[3]
- 2022 - Den højeste lufttemperatur målt i juli: 35,9 °C i Abed på Lolland.